# Roger Johansen

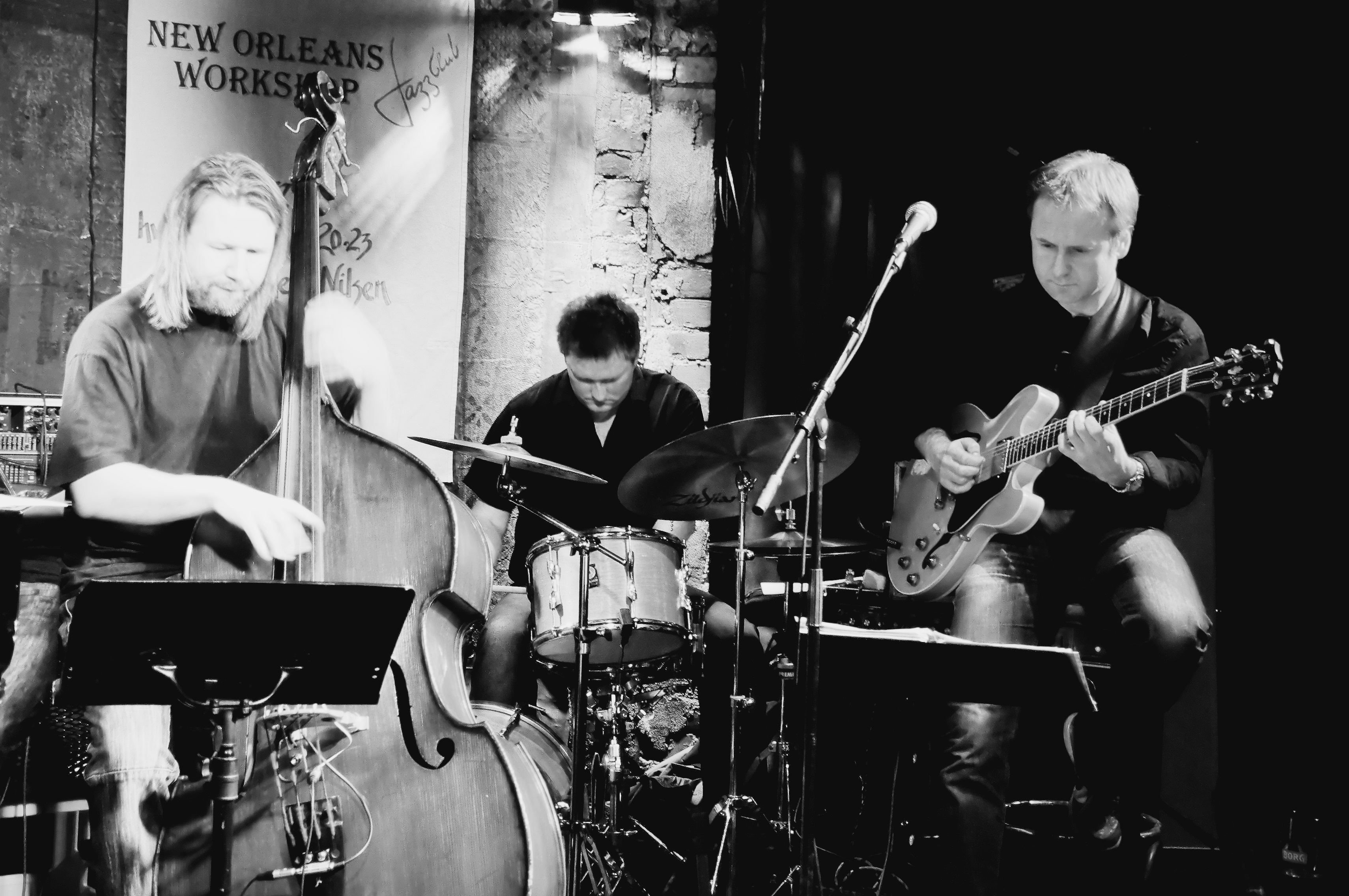
Roger Johansen (Mitte) mit Hans Mathisen (links) und Per Mathisen (rechts, 2007)

Roger Johansen (* 29. Juli 1972 in Bodø) ist ein norwegischer Jazzmusiker (Schlagzeug, Komposition).

## Leben und Wirken
Johansen ist der ältere Bruder des Jazztrompeters Tore Johansen. Er spielte zunächst im Schulorchester und später in der Grunge-orientierten Rockband Fresh Fruit. Als Johansen 1988 mit Jan Gunnar Hoff, Terje Venaas und dem Schlagzeuger Finn Sletten zusammentraf, wurde sein Interesse am Jazz geweckt. Er trat 1992 dem Bodø Jazz Quintet bei und spielte ab 1994 in der Band seines Bruders Tore Johansen. Dann spielte er mit verschiedenen nordnorwegischen Bands.
In der Zeit von 1997 bis 1999 arbeitete er im Jazz-Trio Voyage Far East zusammen mit Knut Kristiansen aus Bergen und dem Bassisten Svein Folkvord. Gemeinsam tourten sie national und international mit Musikern wie Héctor Bingert, Gustavo Bergalli, Kevin Dean, Ailo Gaup und vielen anderen. Gleichzeitig spielte er in der Marit Hætta Øverli Band (1994–98) und tourte mit ihr in Schweden, Finnland, den USA und Kanada und machte mit ihr auch Aufnahmen für das Fernsehen. Weiterhin wirkte er in der Band Link mit und tourte mit Musikern wie Frode Alnæs, Ole Paus, Erik Bye, Mari Boine und mit Ailo Gaup durch ganz Skandinavien. Zusammen mit Erik Halvorsen und dem Bassisten Dag Erik Pedersen aus Hammerfest spielte er im Jazz-Trio Voyage, das auf Festivals und Tourneen mit Musikern wie Helge Sunde, Henning Gravrok, Frode Nymo, Cæcilie Norby und Eckhard Baur auftrat.
Johansen zog 1998 nach Stavanger, wo er mit Künstlern wie Britt Synnøve Johansen, Mia Gundersen, Didrik Ingvaldsen, Ove Hetland, Gjertrud Økland und Randi Tytingvåg zusammenarbeitete. Ab 2001 lebte er in Oslo, wo er sich einen Ruf als einer der vielseitigsten Schlagzeuger Norwegens erarbeitete. Auf Tourneen und Festivals spielte er in verschiedenen Besetzungen mit Kenny Wheeler, Slide Hampton und Juan Pablo Torres, dem Gitarristen Randy Johnston, der Sängerin Barbara Morrison, den Pianisten Hal Galper und Larry Vuckovich sowie den Saxophonisten Bob Mintzer, George Garzone, Herb Geller und Scott Robinson. Er hat auch mit John Taylor und mit John Surman (The Rainbow Band Sessions) zusammengearbeitet. Johansen war in ganz Skandinavien sowie in Nordamerika, Malaysia, Russland, Indien und anderen Ländern auf Tournee.
Mit seinem Bruder gründete er 2007 das Label Inner Ear. Er wurde bekannt als Leiter seiner eigenen Roger Johansen Group. 2014 zog er zurück nach Bodø, wo er als musikalischer Leiter und Dirigent der Bodø Big Band aktiv ist. Auch unterrichtet er Schlagzeug.

## Diskographische Hinweise
- 2005: Evening Songs (Taurus Records, mit Marit Sandvik, Jon Eberson, Atle Nymo, Ole Morten Vågan)
- 2007: World of Emily (Inner Ear, mit Marit Sandvik, Jon Eberson, Atle Nymo, Helge Lien, Sondre Meisfjord)
- 2011: Fine Together (Inner Ear, mit Tore Johansen, John Pål Inderberg, Georg Riedel, Lars Jansson)
- 2014: On The Up (Inner Ear, mit Marit Sandvik, Jon Eberson, Atle Nymo, Sondre Meisfjord)
- 2019: Straight Ahead (Inner Ear, mit Magne Arnesen, Hans Backenroth)